# Fred Crane (Musiker)
Fred Crane (* um 1930 in Greenville, South Carolina; † 10. Juni 1985 in Ruidoso, New Mexico) war ein US-amerikanischer Jazzpianist und Arrangeur.

## Leben und Wirken
Crane arbeitete (als Freddie Crane) ab den frühen 1950er-Jahren zunächst in New Orleans in Al Belletto Quintett, schließlich in Los Angeles mehrere Jahre mit dem Bandleader und Trompeter Al Hirt zusammen, mit dem er auch den Titel „Creole Clarinet“ schrieb. Außerdem war er an Aufnahmen von Pee Wee Spitelera und des Doc Severinsen Orchestra (Night Journey. Epic 1975) beteiligt. 1985 nahm Crane noch ein Solo-Piano-Album (Piano) auf, mit Interpretationen von Standards wie „Georgia on My Mind“, „On Green Dolphin Street“, „I Should Care“, „My One and Only Love“ und „Willow Weep for Me“. Fener arrangierte er für Severinsen, Norman Jay und Bugs Henderson.

## Diskographische Hinweise
- Ann Margret/Al Hirt Beauty and the Beard (RCA Victor, 1962)
- Al Hirt Live at Carnegie Hall (Victor, 1965)